# James Walker
James Barry Walker detto Jimmy (Nottingham, 9 luglio 1973) è un preparatore atletico ed ex calciatore inglese, di ruolo portiere.

## Carriera
Ha giocato in Premier League con le maglie del West Ham United e del Tottenham Hotspur.

## Palmarès

### Individuale
- Squadra dell'anno della PFA: 1

2000-2001 (Division Two)